# Wilczyna
Wilczyna (en alemán: Wolfsberg) es una montaña en la Cordillera del búho (Góry Sowie), que forma parte de los Sudetes Centrales. Su altura es de unos 665 metros sobre el nivel del mar. Se encuentra en el Parque Paisajístico de las Montañas del Búho (Park Krajobrazowy Gór Sowich).
La montaña se encuentra en el condado de Dzierżoniów, en la Baja Silesia, en el suroeste del país europeo de Polonia.